# Сима Милутиновић (инжењер)
Сима Милутиновић (Мостар, 12. јул 1899 — Београд, 11. децембар 1981) био је инжењер и професор Машинског факултета у Београду, најплоднији југословенски конструктор авиона.

## Биографија
Рођен је 12. јула 1899. године у Мостару (Херцеговина), где је завршио основну школу и нижу гимназију. Реалку је завршио у Сарајеву 1919. године, а у октобру исте године почео студије на Техничком факултету Универзитета у Београду. У петом семестру прелази на политехнику у Берлину, где је са врлодобрим успехом завршио општу машинску технику и специјализацију у ваздухопловној струци. Дипломирао је новембра месеца 1925. године. Умро је 11. децембар 1981, као пензионисани професор Машинског Факултета Универзитета у Београду.

### Радна биографија
После завршеног факултета извесно време је провео на раду у немачкој индустрији а затим прешао у Француску где се усавршавао у познатим фабрикама авиона „Блерио“ (фр. Blerio), „Арно“ (фр. Hanriot), „Бреге“ (фр. Breguet), „Потез“ (фр. Potez) и фабрици авио мотора Салмсон (фр. Salmson). Почетком 1927. године враћа се у земљу и запошљава у фабрици Икарус у Земуну у којој се у то време припремала производња војног авиона Потез 25 по француској лиценци. Најпре је радио као шеф фабрикације (производње) а касније као конструктор. У погону фабрике Икарус У Новом Саду се у то време пројектовали и производили хидроавиони домаће конструкције и израде за потребе Поморског ваздухопловства Краљевине Југославије па је инж. Милутиновић пребачен у Нови Сад где је са инж. Јосифом Микл (који је пре и за време Првог светског рата радио као шеф конструкционог бироа за хидроавионе у ÖFFAG-у) сарађивао на пројектима хидроавиона и лаког спортског авиона „Сиви Соко“. Стекавши довољно радног и конструкторског искуства почетком 1930. напушта Икарус и до 1932. радио је на сопственим пројектима. У том периоду завршава пројект лаког школског авиона касније назван СИМ-II, који је започео још док је радио у француској фирми „Блерио“. Авион је направио у сопственој режији уз финансијску помоћ свога брата а мотор Simens SH-14 је купљен на кредит. Авион је први пут полетео 29. маја 1930. године са Земунског аеродрома. Прототип овог авиона је направила фирма С. Влајковић и синови из Београда. Иако војно ваздухопловство није одобрило серијску производњу овог авиона откупило је прототип и предала га Удружењу резервних авијатичара а касније га уступила Аероклубу на коришћење. Авион је летео до 1937. године. У време када се појавио, овај авион је био прилично неуобичајене конструкције за школску намену. Био је висококрилац, двосед са упоредним седиштима пилота и инструктора и лаке конструкције. Конзервативно руководство војног ваздухопловства, није прихватило овај авион али је откупом прототипа стимулисало младог конструктора. Стручна јавност је на основу резултата испитивања прототипа схватила да се појавио перспективан конструктор авиона. Већ следеће 1931. године, светлост дана је угледао нови прототип СИМ-VIII школског (туристичко спортског) авиона који је био двосед са седиштима један иза другог, висококрилац, по конструкцији веома сличан СИМ-II али са технолошког аспекта уведене су новине које су омогућиле већу крутост структуре авиона, јефтинију производњу, мању масу, повећану максималну брзину и побољшање аеродинамичке карактеристике. Овим авионом инж. Сима Милутиновић је показао да је не само одличан конструктор авиона већ и изванредан познавалац њихове технологије производње.
Од 1932. до 1935. године, за време велике економске кризе, инж. Милутиновић ради у Команди ваздухопловства у којој са групом инжењера (Физир, Милутиновић, Сивчев и Бишевић) ради на заједничком (што је у то време било неуобичајено) веома успешном пројекту авиона ПВТ.
Од 1935. па до почетка рата 1941. године инж. Сима Милутиновић ради у Првој српској фабрици аероплана „Рогожарски“ као шеф консртукционог бироа и руководилац фабрикације. Овај период је био најплоднији у раду овог пројектанта авиона. У том периоду је инж. Милутиновић реализовао 11 авиона за потребе југословенског ратног и поморског ваздухопловства. Огледао се у готово свим врстама авиона од једномоторних школских авиона до двомоторних лаких бомбардера, као и хидроавиона. Поред авиона инж. Милутиновић је конструисао у том периоду и 12 елиса од двокраких до четворокраких намењених авионима велике снаге. Тих година у сваком тренутку инж. Милутиновић је имао у раду најмање три авиона, један на цртаћим таблама конструкционог бироа, други је био у прототипској радионици или у серијској производњи а трећи је испитиван у лету.
После напада Немачке на Југославију априла 1941. године и окупације Југославије, пошто је фабрика „Рогожарски“ радила за потребе немачке ратне индустрије, инж. Милутиновић је одбио да даље ради у „Рогожарском“ и остао је ангажован само на факултету на коме се није одржавала настава. Одмах по ослобођењу Београда већ октобра 1944. године, вратио се у „Рогожарски“ као технички руководилац предузећа где је организована поправка и ревизија авиона авиона за потребе Црвене армије и Југословенског ратног ваздухопловства. У овом периоду инж. Милутиновић је извршио реконструкцију амортизера и појачање стајних трапова за ловачке авионе типа Јаковљев (ЈАК).
У послератном периоду професор Сима Милутиновић је наставио да се бави конструисањем летелица, па је 1946. године учествовао на Конкурсу који је расписала Команда ваздухопловства и на основу предратног бомбардера Р-313 пројектовао двомоторни тренажни бомбардер Икарус 214 који је у неколико варијанти серијски произвођен у фабрици Икарус. Као искусни пројектант учествовао је на пројектима неколико типова авиона и био је сарадник Ваздухопловно-војно-техничког института у Жаркову.

### Пројекти авиона
- СИМ-II - авион за основну обуку 1930. год.
- СИМ-VIII - спортско туристички авиона 1931. год.
- Рогожарски СИМ-VI - спортско туристички авиона 1937. год.
- Рогожарски ПВТ – ловачки школски авион 1934. год.
- Рогожарски ПВТ-Х – прелазно школски хидроавион 1936. год.
- Рогожарски СИМ-Х – једномоторни школски авион двосед за почетну обуку и пилотажу 1936. год.
- Рогожарски СИ-ЏИП – модификација СИМ-Х са мотором Џипси Мајор 1940. год.
- Рогожарски СИМ-Ха – модификација СИМ-Х школски авион за ноћно летење 1940. год
- Рогожарски Р-100 – једномоторни авион, једносед за обуку у вишим пилотским школама 1938. год.
- Рогожарски СИМ-XI – акробатски авион, једносед намењен за обуку и тренажу пилота ловаца 1938. год.
- Рогожарски СИМ-XII-Х – школски хидроплан 1938. год.
- Рогожарски СИМ-XIV-Х – обални извиђач 1938. год.
- Рогожарски СИМ-XIVБ–Х – бомбардер хидроавион 1940. год.
- Рогожарски Р-313 (првобитно назван СИМ-XV) – вишенаменски борбени авион –разарач 1940. год
- Икарус 214 - вишенаменски авион 1949. год

### Наставна делатност
Веома рано, већ 1934. године инж. Сима Милутиновић се укључује у факултетску наставу на Техничком факултету Универзитета у Београду у звању приватног доцента, а 1938. године је изабран за универзитетског доцента на Ваздухопловној групи Машинског одсека Техничког факултета Универзитета у Београду за предмет Конструкција и погон авиона. Од 1946. године инж. С. Милутиновић се потпуно посветио раду на Машинском факултету где је са својим колегама поставио солидне основе за савремену наставу и на тај начин омогући образовање високошколских кадрова неопходних нашем ваздухопловству. Пошто је у том периоду Машински факултет јако оскудевао у наставном кадру С. Милутиновић тада у звању доцента био је носилац још и стручних предмета који су били ван уско ваздухопловне струке а то су Машине алатке, Механичка технологија и Испитивање материјала Ово није за њега представљао неки посебан проблем с обзиром на своје богато искуство, које је стекао пре рата, као производни инжењер у Икарусу и технички директор Рогожарског.
Године 1948. је изабран за ванредног професора на Ваздухопловном одсеку Машинског факултета за предмет Конструкција авиона, а 1951. за редовног професора на истом предмету. Као декан Машинског факултета (а изабран је у два изборна периода 1952/53. и 1953/54. године) у могоме је допринео употпуњавању наставе експерименталним делом, формирањем и опремањем потребних лабораторија у оквиру Факултета.
Даљи његов допринос је био оснивање другог степена наставе на Вишој војној ваздухопловној техничкој академији 1966. године у Жаркову као центру Машинског факултета. Учествовао је у оснивању последипломских студија на Ваздухопловној групи на матичном факултету и постављању њихове концепције користећи своје богато конструкторско и научно педагошко искуство.
За 25 година рада на Машинском Факултету у Београду до одласка у пензију 1970. године на Ваздухопловном одсеку је дипломирало 420 његових студената и 70 слушалаца на Ваздухопловној техничкој академији у Жаркову. За плодан и дугогодишњи истраживачки рад у области конструкција летелица, за велики допринос развоју ваздухопловства у нас и уопште, као и за велики допринос и резултате у организовању наставе на факултету, 1971. године му је додељена титула Почасног доктора наука Универзитета у Београду, као једном од најзаслужнијих професора за развој наставе и науке из области машинства у нас.

### Књиге
У периоду од 1933. до 1941. године инж. Сима Милутиновић је у Годишњаку југословенског ваздухопловства објавио доста научно стручних радова из области ваздухопловства. После рата професор Сима Милутиновић је за време свог рада на Машинском факултету у Београду 1948. године написао универзитетски уџбеник „Конструкција авиона“ у време када је таква литература била оскудна и у развијеним земљама. Друго допуњено издање ове књиге је изашло 1970. године:
- Милутиновић, Сима (1948). Конструкција авиона (на језику: (језик: српски)). Београд: Грађевинска Књига.
- Милутиновић, Сима (1950). Познавање и конструкција авиона - Књига 2. (на језику: (језик: српски)). Београд: Грађевинска Књига.
- Милутиновић, Сима (1970). Конструкција авиона + Додатак: Атлас авиона (на језику: (језик: српски)). Београд: Грађевинска Књига.

Интензивно је сарађивао и на изради енциклопедија, тако је 1951. године један од реализатора и аутора Технике ваздухопловства у оквиру Енциклопедије техничких знања. У оквиру Техничке енциклопедије Југословенског лексикографског завода аутор је дела о конструкцији авиона 1963. године .